# Pseudobufo subasper
Pseudobufo subasper é uma espécie de sapo da família Bufonidae. Ele é monotípico dentro do gênero Pseudobufo. Pode ser encontrado na Indonésia e na Malásia. Seu habitat natural são os pântanos e áreas alagadas em áreas tropicais e subtropicais. Está ameaçado pela perda do seu habitat.